# Eskilstuna City FK

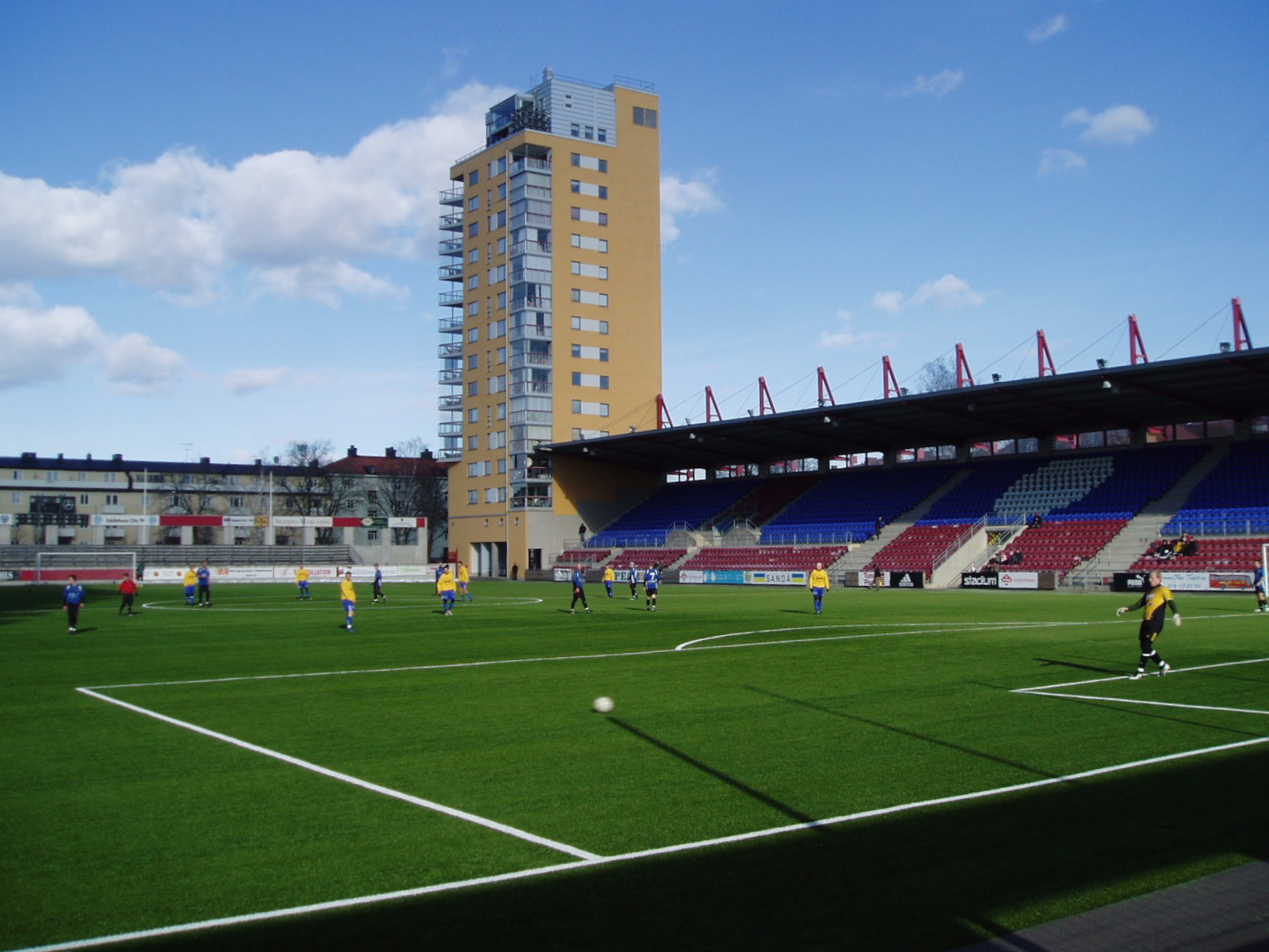
Tunavallen

El Eskilstuna City FK es un equipo de fútbol de Suecia que juega en la Division 2 Södra Svealand, una de las ligas que conforman la cuarta categoría de fútbol en el país.

## Historia
Fue fundado el 1 de noviembre de 1907 en la ciudad de Eskilstuna con el nombre IK City, y llegó a jugar por primera vez en la Allsvenskan en la temporada de 1925/26, temporada en la que terminó en último lugar entre 12 equipos y descendió junto al IFK Malmö.
En el año 2000 el club cambia su nombre por el que tienen actualmente, es el club más fuerte de la ciudad de Eskilstuna, ya que aparece entre la tercera y la cuarta categoría del fútbol sueco. Desde el 2006 el club tiene un acuerdo con el Eskiltuna Södra FF para el préstamo de jugadores jóvenes entre ellos, y un año más tarde rechazaron la idea de fusionarse con sus rivales de ciudad IFK Eskiltuna con el fin de hacerlos un club filial del IFK para lograr más fácil el retorno a la Allsvenskan, pero fue rechazado porque el IFK se encuentra en una categoría inferior, lo que iba a ser como un tipo de intercambio de categorías no conveniente para la institución.

## Palmarés
- Division 2 Södra Svealand: 1

2011

## Afiliaciones
- Södermanlands Fotbollförbund.[7]